# Sinosaurosphargis yunguiensis
La sinosaurosfargide (Sinosaurosphargis yunguiensis) è un rettile acquatico di incerta classificazione. Visse nel Triassico medio (Anisico, circa 240 milioni di anni fa) e i suoi resti fossili sono stati ritrovati in Cina. 

## Descrizione
Questo rettile è noto principalmente per uno scheletro quasi completo e un altro scheletro incompleto. Possedeva un cranio relativamente piatto, caratterizzato dalla chiusura della fossa temporale superiore. Il corpo era appiattito e dotato di piccole piastre affiancate l'una all'altra (osteodermi), che andavano a comporre un'armatura dorsale ampia. Le costole sottostanti erano allargate trasversalmente, così da stabilire un contatto lungo la loro lunghezza, formando una sorta di "scatola" dorsale chiusa. Questa particolare struttura si ritrova unicamente in un altro rettile fossile, Saurosphargis dell'Europa orientale.

## Classificazione
I resti di Sinosaurosphargis sono stati descritti per la prima volta nel 2011 e provengono dalla formazione Guanling (contea di Luoping, provincia di Yunnan), in Cina. Le affinità di questo rettile fossile non sono ben chiare: superficialmente assomigliava ai placodonti ciamodontoidi, un gruppo di rettili acquatici simili a tartarughe, forse imparentati con i plesiosauri. In realtà, alcune caratteristiche peculiari di Sinosaurosphargis (come la struttura delle costole e degli osteodermi) richiama un altro rettile enigmatico, l'europeo Saurosphargis, i cui resti fossili sono andati perduti e di cui rimangono solo illustrazioni dei fossili. Altri rettili probabilmente imparentati con questi animali sono il cinese Largocephalosaurus e l'europeo Eusaurosphargis. 

## Significato dei fossili
Il ritrovamento dei resti di questo animale in Cina è un'ulteriore prova della stretta affinità faunistica che accomunava le diverse zone della Tetide, il grande mare che nel corso del Triassico attraversava longitudinalmente gran parte del globo. Oltre a Saurosphargis e Sinosaurosphargis, fossili di animali simili ritrovati in Europa e Cina riguardano numerosi pesci (tra cui Saurichthys), notosauri, pachipleurosauri, protorosauri e placodonti. 